# Église Saint-Martin-de-Vertou de Laigné
L'église Saint-Martin-de-Vertou de Laigné est une église catholique située à Laigné, dans le département français de la Mayenne.

## Localisation
L'église est située dans le bourg de Laigné, rue d'Anjou.

## Histoire
L'église primitive a été construite au XIIe siècle. L'édifice actuel est le fruit de nombreuses transformations et restaurations intervenues aux XVe siècle et XIXe siècle. Incendiée pendant la Révolution, l'église a été remise en état de 1804 à 1820 par les villageois.

## Architecture et extérieurs
L'église actuelle est de style gothique flamboyant.

### Le clocher
D'une hauteur de 33 mètres, le clocher-tour roman, à baies géminées et arcs plein cintre et coiffé d'une flèche en maçonnerie, est doté de quatre clochetons. Sa voûte possède huit nervures prismatiques.
Le clocher a été recouvert de plomb en 1886 sur décision du curé de la paroisse Leroyer, par l'ouvrier de la commune Thireault, et ce pour être préservé des détériorations et des accidents. C'est cette présence de plomb qui donne au clocher cette couleur gris clair que l'on voit aujourd'hui.
À cette époque, un dicton laignéen disait ceci : « il y a autant de belles filles à Laigné que d’ardoises sur le clocher. » Or, le clocher initial étant en pierre, aucune fille de Laigné ne pouvait ainsi être belle. Les travaux de couverture en plomb ayant nécessité 26 ardoises pour la finition, le nombre de belles filles s'en est trouvé immédiatement accru.

## Intérieur
Les travaux de réhabilitation intervenus au XIXe siècle ont profondément remanié l'église : une tribune a été aménagée dans le fond de l’église, la voûte a été lambrissée et les murs recouverts d’un crépi en plâtre.
Les arcs brisés de la croisée du transept reposent sur des culs-de-lampe sculptés : ceux placés côté chœur représentent un ange et un démon, ceux placés côté nef un moine et une sirène.

### Retable du maître-autel
Le retable est composé d'un marbre offert en 1756 par le curé Dublineau. Il comprend également un tableau représentant la Résurrection de Jésus, des médaillons de saint Charles Borromée et saint François de Sales, ainsi que des statues de saint Martin de Vertou et de saint Sébastien.
Deux autres retables ornent l’entrée du chœur : à gauche le retable est dédié à la Vierge et à droite à saint Joseph.